# Dux veteranorum
Dux Veteranorum é o expoente máximo da Praxe Académica, sendo o presidente do Conselho de Veteranos. O cargo varia consoante a Academia. Na Academia de Coimbra, Guarda,  Lisboa, Porto, da Madeira e dos Açores existe um Conselho de Veteranos, em Évora existe o Conselho de Notáveis e no Minho o Cabido dos Cardeais, cujo presidente recebe a designação de Papa.
Na Academia de Leiria o "Concillium Veterânico" (Conselho dos Responsáveis de Praxe (CE) de cada Instituto), com a revisão do Código de Praxe que teve lugar ao longo do ano lectivo 2009/2010 e após aprovação do mesmo em Março de 2011, levou à criação da "Ordem de D. Dinis", que veio substituir o até então "Concillium Veterânico", cujo representante máximo é o Real D.Dinis.
São equivalentes a este posto os seguintes:
- Real D. Dinis - Academia  de Leiria
- Sua Santidade, o Papa - Academia Minhota
- Mestre do Salgado - Academia Aveirense
- Viriato - Politécnico de Viseu
- Mestre - Politécnico de Setúbal
- Imperatorum - Universidade da Beira Interior
- Venerável Ancião - Academia Transmontana (UTAD)
- Dux Veteranorum - Real Academia da Guarda (IPG)

O Dux Veteranorum sempre foi eleito pelos Veteranos da sua Academia. As regras quanto à eleição é que variaram no tempo. Em algumas Academias era costume eleger como Dux Veteranorum o estudante presente na eleição que detivesse o maior número de matrículas naquela Universidade; caso esse estudante não aceitasse o cargo revertia para o estudante presente com o segundo maior número de matrículas naquela Universidade e assim sucessivamente. Em 1987 os representantes dos estudantes de Portugal aquando do Encontro Nacional da Tradição Académica aprovaram por ampla maioria a reforma do cargo de Dux Veteranorum; depois desta reforma o regime passou a ser, para os signatários, o seguinte:
- O cargo de Dux Veteranorum é vitalício, o que em termos académicos significa que o estudante permanece no cargo até terminar o curso, ou seja o mandato tem duração indeterminada;
- Apenas os Veteranos têm direito de voto na eleição do Dux Veteranorum;
- Apenas os Veteranos são elegíveis para o cargo de Dux Veteranorum (note-se que qualquer Veterano é elegível e não apenas o estudante que detiver o maior número de matrículas na Universidade);
- O Dux Veteranorum é sempre eleito por 2/3 dos votos expressos, sendo que o cargo permanecerá vago até que numa votação um Veterano atinja a maioria exigida.

Prevalece na sociedade a discussão da idoneidade de entregar a presidência da praxe académica, ao Dux Veteranorum, aluno com maior número de matrículas, precisamente pelo facto de um aluno que não consegue terminar o curso no tempo curricular não deve ser exemplo para os restantes colegas.